# Agallia cordata
Agallia cordata är en insektsart som beskrevs av Dlabola 1981. Agallia cordata ingår i släktet Agallia och familjen dvärgstritar. Inga underarter finns listade i Catalogue of Life.